# Mittelheiligenhoven
Mittelheiligenhoven ist ein historischer Ort und ehemaliger Burgstandort in der Gemeinde Lindlar, Oberbergischer Kreis im Regierungsbezirk Köln in Nordrhein-Westfalen (Deutschland). 

## Lage und Beschreibung
Der Ort liegt im Südwesten von Lindlar im Tal des Lennefer Baches, heute am westlichen Rand einer Kläranlage. Die Nachbarorte sind Oberheiligenhoven, Steinscheid und Unterheiligenhoven.

## Geschichte
1413 wird Heiligenhoven erstmals in einem Kämmereiregister des Fronhofs Lindlar mit der Bezeichnung „Heiligenhoeven“ genannt. Sowohl in Ober-, Mittel- als auch in Unterheiligenhoven standen Befestigungsanlagen.
Zu Mittelheiligenhoven gehört der Hof Scheller, der in einer Verpfändungsurkunde aus dem Jahre 1519 genannt wird.
Bereits vor 1555 stand In Mittelheiligenhoven eine kleine Burg. Auf einem kreisrunden Hügel wurden Fundamentmauern und Kellerlöcher gefunden. Mit nur 15 Metern Durchmesser hatte die Anlage nur geringe Ausmaße. Ab 1703 besaß die Burg der Freiherr von Waldenburg zu Unterheiligenhoven. In der Topographia Ducatus Montani aus dem Jahre 1715 sind nur noch die Burgen in Unter- und Oberheiligenhoven verzeichnet. Die topografischen Karten zeigen aber, beginnend mit der Preußischen Uraufnahme von 1840 bis zur amtlichen Karte von 1927, den Burghügel von Mittelheiligenhoven.
Um 1900 sollen die Fundamente der Burg noch sichtbar gewesen sein. Eine alte Dorflegende besagt, dass dort noch ein Schatz liege.